# Gardner Read
Gardner Read (* 2. Januar 1913 in Evanston, Illinois; † 10. Oktober 2005 in
Manchester-by-the-Sea, Massachusetts) war ein US-amerikanischer Komponist.
Read studierte Komposition an der Musikschule der Northwestern University und nahm privaten Klavier- und Orgelunterricht. 1932 und 1933 absolvierte er Sommerkurse in den Fächern Dirigieren und Kompositionen beim International Music Camp des Interlochen Center for the Arts.
Ab 1932 erhielt er ein Stipendium für ein vierjähriges Studium an der Eastman School of Music der University of Rochester, wo Bernard Rogers und Howard Hanson zu seinen Lehrern zählten. 1938 bereiste er Europa und nahm dort Unterricht bei Ildebrando Pizzetti in Rom und bei Jean Sibelius in Helsinki. 1941 studierte er bei Aaron Copland am Berkshire Music Center in Tanglewood.
Zwischen 1941 und 1948 leitete Read die Kompositionsdepartments des St. Louis Institute of Music, des Kansas City Conservatory of Music und der Cleveland Institute of Music. Von 1948 bis zu seiner Emeritierung 1978 war er Professor für Komposition an der Boston University. 1966 hatte er eine Gastprofessur an der University of California, Los Angeles inne. Außerdem war Read 1943–44 Chefdirigent des St. Louis Philharmonic Orchestra und wirkte als Gastdirigent des Boston Symphony Orchestra, des Philadelphia Orchestra, des Kansas City Philharmonic Orchestra und verschiedene Universitätsorchester.
Read komponierte über 200 Werke, darunter eine Oper über das Leben von François Villon, ein Oratorium nach Khalil Gibrans Buch Der Prophet, vier Sinfonien, ein Violin- und ein Klavierkonzert, Kammermusik, Orgel- und Klavierwerke und Lieder. Daneben verfasste er eine Reihe von Büchern zur musikalischen Notation und Instrumentation.